# Langue des signes sud-africaine
Pour les articles homonymes, voir SFS.

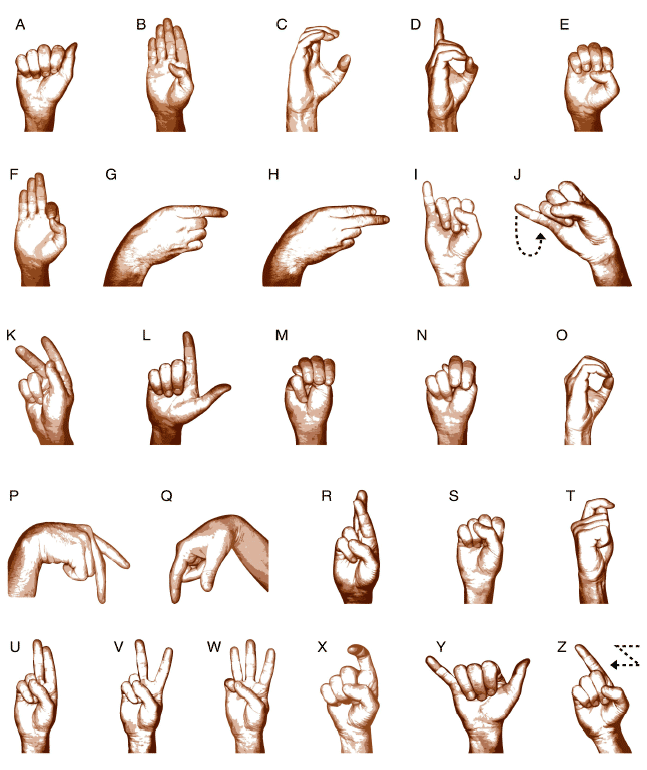
Alphabet manuel pour la langue des signes sud-africaine

La langue des signes sud-africaine (en anglais : South African Sign Language, SASL), est la langue des signes utilisée par les personnes sourdes et leurs proches en Afrique du Sud. Il existe également un afrikaans signé.

## Histoire
La langue des signes britannique (BSL) était utilisée pour les familles blanches parlant anglais.
La première école pour sourds a été créée aux alentours de 1846.
En 1881, une école pour enfant de familles parlant afrikaans commence à utiliser la BSL.

## Dialectes
Plusieurs dialectes sont utilisés officieusement dans différentes écoles, dont neuf systèmes de langue des signes, 60 % liées à la BSL ou à la langue des signes australienne (Auslan), quelques-uns à la langue des signes américaine. La Fédération des Sourds d'Afrique du Sud encourage l'utilisation d'une variété standard.

## Utilisation
La langue des signes sud-africaine est comprise dans une certaine mesure par la plupart des personnes sourdes.
Des interprètes sont fournis dans les tribunaux.
Il existe actuellement 29 écoles pour 4 000 élèves sourds.

## Reconnaissance légale
La « langue des signes » (mais pas spécifiquement la SASL) est reconnue dans la Constitution de l'Afrique du Sud en 1996 dans l'article 6(5a).